# État d'Apure
Apure est un État du Venezuela. Sa capitale est San Fernando de Apure. D'une surface de 76 500 kilomètres carrés, il est plus vaste que l'Irlande ou le Benelux. En 2011, sa population s'élève à 459 025 habitants.

## Étymologie
L'origine du nom ne fait pas l'unanimité selon les sources. Il pourrait provenir du nom vernaculaire d'un arbuste dit apure, ou du nom d'un cacique nommé Apur. L'ouvrage du Frère Jacinto de Carvajal de 1646 fait référence au cours d'eau du río Apure, de sorte que ce nom est connu des Espagnols dès la première moitié du XVIe siècle, bien avant la création de la province ou de l'État. L'historien originaire de San Fernando de Apure Argenis Méndez Echenique indique que le nom d'Apure proviendrait d'une mot indigène qui signifierait « la terre la plus lointaine que jamais » (La tierra de más lejos que más nunca, en espagnol).

## Histoire
À l'époque coloniale, à la suite des différentes ordonnances territoriales dictées par les autorités espagnoles de la Vice-royauté de Nouvelle-Grenade, son territoire fait successivement partie des provinces de Mérida, de Maracaibo puis de Barinas. 

En 1821 dans le cadre de la Grande Colombie, le département d'Apure est créé, sous juridiction de la ville de Barinas, correspondant aux territoires unifiés des états actuels de Barinas et d'Apure. En 1856 ce département d'Apure se désintègre et pour la première fois Apure apparaît comme province indépendante (de même que la province de Zamora, futur Barinas). En 1864 il acquiert le rang d'État.

En 1881 cependant, un nouveau chambardement territorial unit l'État d'Apure et l'État souverain de Guyane, en un seul état, sous le nom de Grand État de Bolívar. En 1899 l'autonomie de l'État d'Apure est rétablie et finalement, grâce à la constitution de 1909, il acquiert ses limites actuelles.

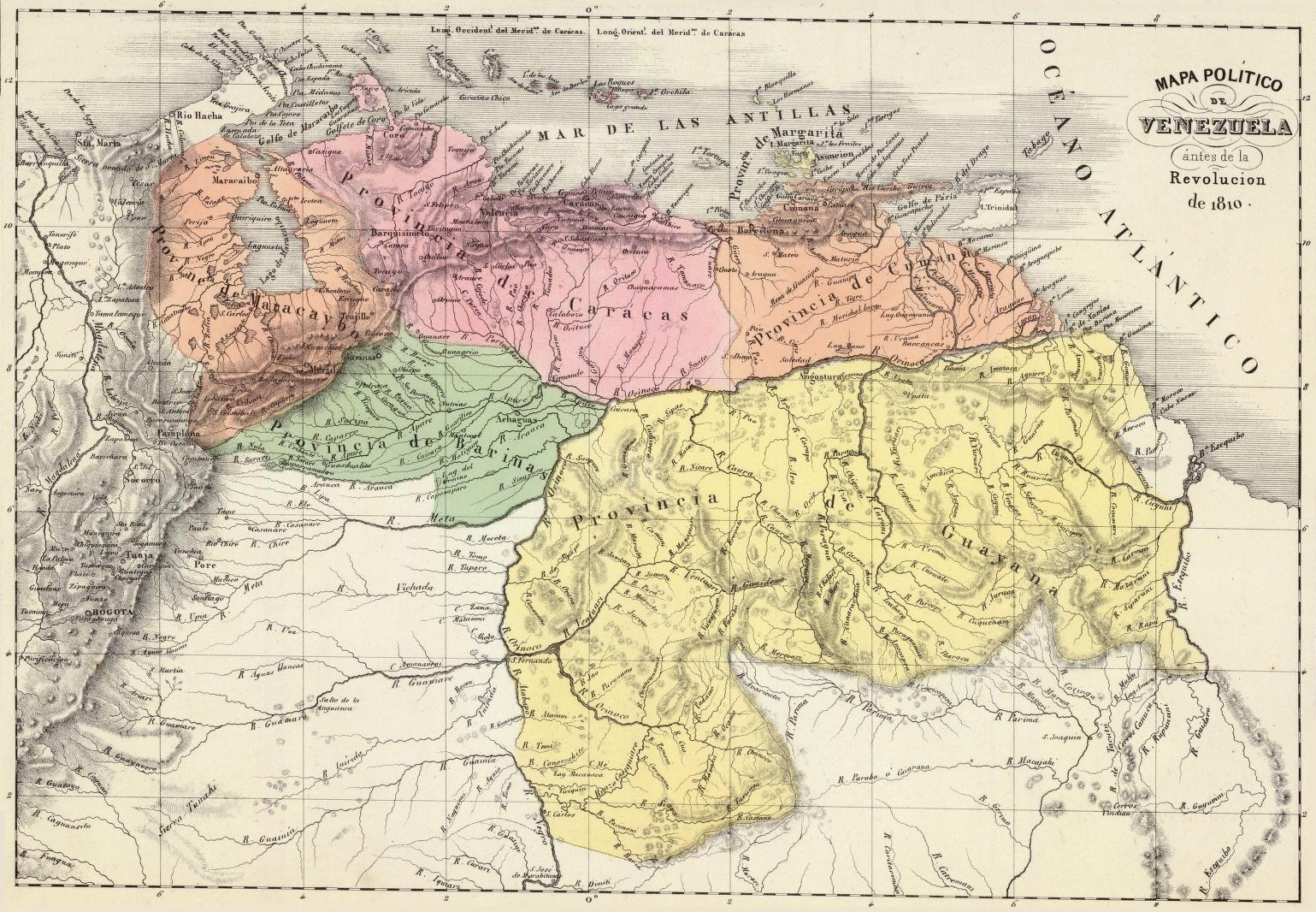
Les provinces de la Capitainerie générale du Venezuela en 1810. Au centre-nord, en vert, la province de Barinas englobe alors les territoires des états actuels de Barinas et d'Apure et quelques autres portions du Venezuela actuel.
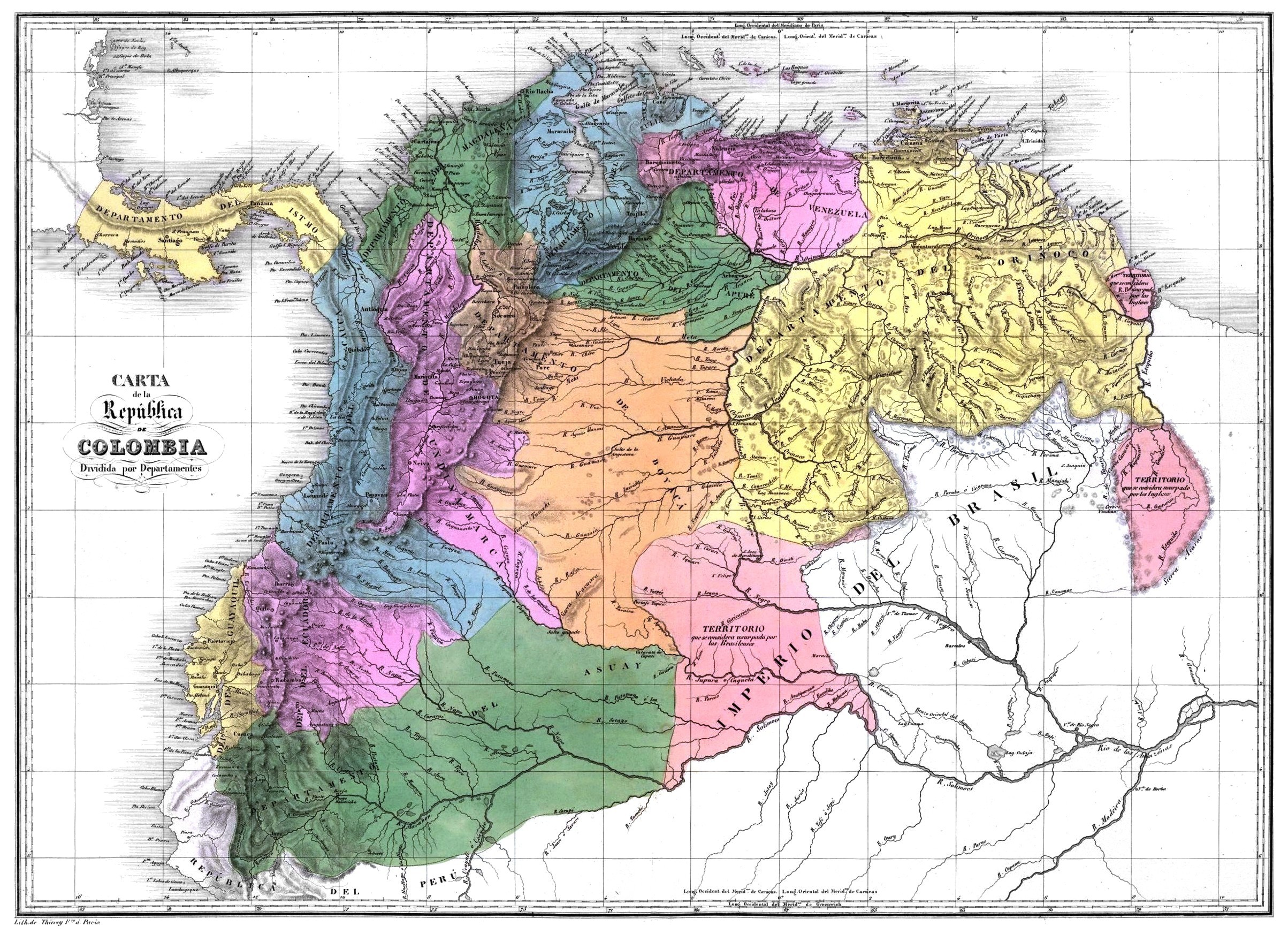
Les 12 départements de la Grande Colombie en 1824. Au centre-nord, en vert, le département d'Apure correspond alors aux territoires des états actuels de Barinas et d'Apure.
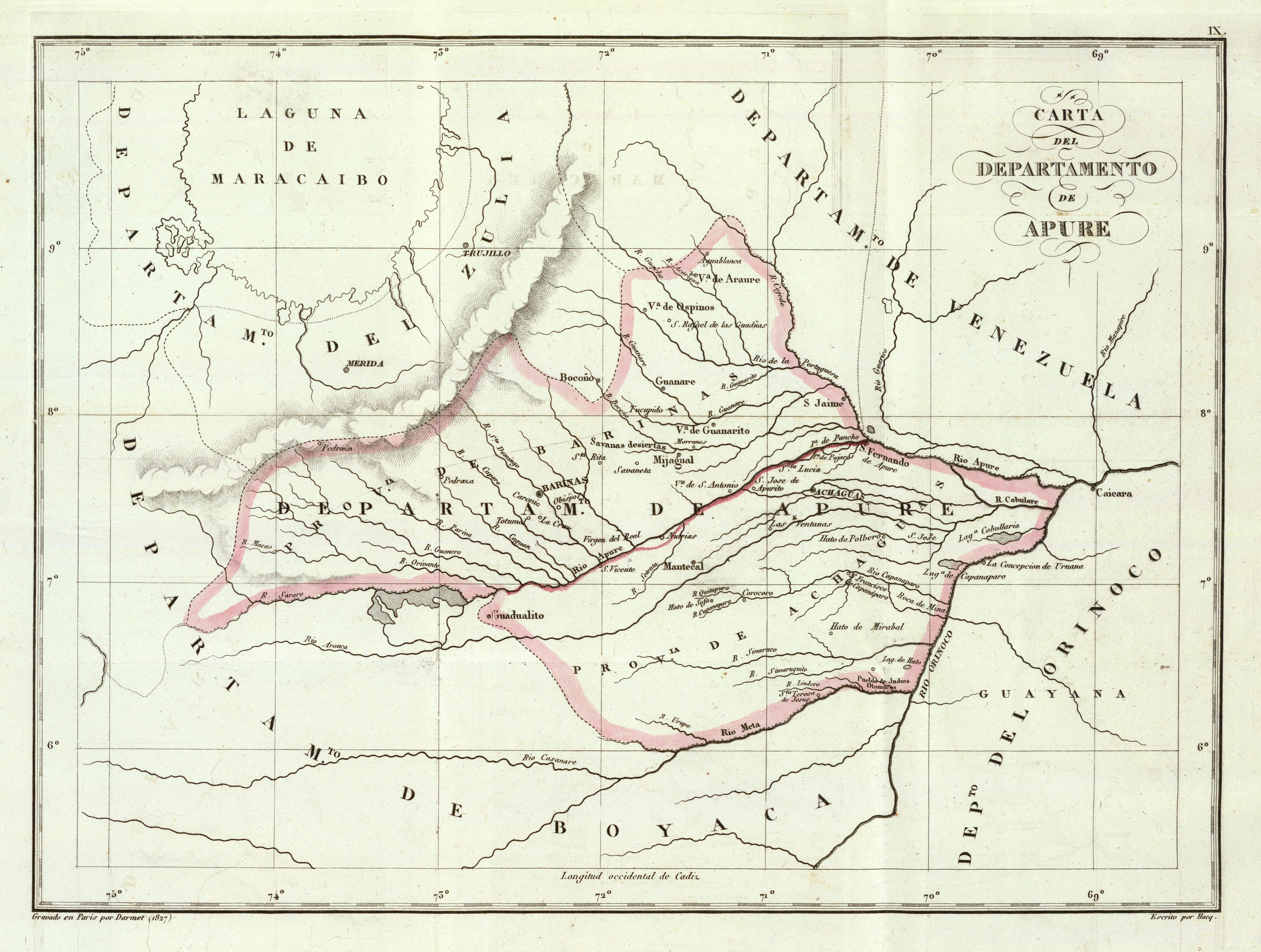
Carte du Département d'Apure, partie de la Grande Colombie.

## Géographie

### Situation
L'État d'Apure se trouve au sud-ouest du Venezuela, entre 06° 03′ 45″ et 08° 04′ 22″ de longitude nord, et 66° 21′ 45″ à 72° 22′ 30″ de longitude ouest. Il est limité au nord par les États de Táchira, de Barinas et de Guárico, à l'est et au sud-est par les États de Bolívar et d'Amazonas et au sud ainsi qu'à l'ouest par la Colombie.

### Géologie et relief
L'État d'Apure est presque totalement plat et composé avant tout de plaines étendues qui vont depuis la confluence des ríos Apure, Arauca et Capanaparo avec l'Orénoque à l'est, jusqu'aux premiers plissements des Andes à l'ouest. À la suite de rares accidents de terrain, l'altitude de la vaste région de plaines ou llanos fluctue entre 40 et 200 mètres. Les llanos apureños, vastes plaines herbeuses, présentent certaines régions différenciées d'après le type de sol, le climat et l'hydrographie. On distingue des régions de basses collines, des plaines deltaïques et des basses terres avec nombreux étangs et marécages, fort sujettes aux inondations survenant pendant la saison des pluies. 

À l'ouest de l'État se trouvent le piémont et les montagnes, avec des hauteurs qui dépassent les 3 000 mètres au niveau d'une petite portion de la Cordillère andine orientale à la frontière avec l'État de Táchira.

### Climat
Le climat tropical pluvieux de savane est dominant, avec une saison sèche chaude et rigoureuse. La saison des pluies se déroule durant l'été et l'automne boréal, de mai à octobre. 

La température est toujours élevée, sa moyenne est d'environ 26 °C.

Le niveau des précipitations fluctue entre 1 200 et 2 000 mm annuellement (1 491 millimètres à San Fernando de Apure comme indiqué sur le climogramme ci-contre).
Températures moyennes relevées à San Fernando de Apure :
| Mois                | Jan | Fev | Mar | Avr | Mai | Jun | Jul | Aoû | Sep | Oct | Nov | Dec | Année |
| ------------------- | --- | --- | --- | --- | --- | --- | --- | --- | --- | --- | --- | --- | ----- |
| Max moy °C          | 32  | 33  | 36  | 35  | 32  | 31  | 30  | 30  | 31  | 32  | 32  | 32  | 32    |
| Min moy °C          | 22  | 22  | 22  | 23  | 23  | 22  | 22  | 22  | 23  | 22  | 22  | 22  | 22    |
| Source: Weatherbase |     |     |     |     |     |     |     |     |     |     |     |     |       |

## Démographie, société et religions

### Démographie
Depuis le début du XIXe siècle, la population de l'État a évolué comme suit et pour la dernière période selon l'Institut national de la statistique (Instituto Nacional de Estadística en espagnol), la population a augmenté de 21,51 % entre 2001 et 2011 et s'élève à 459 025 habitants lors de ce dernier recensement :
|                 | 1834    | 1881      | 1891      | 1921      | 1941      | 1961      | 1981       | 1990       | 2001       | 2011    |
| --------------- | ------- | --------- | --------- | --------- | --------- | --------- | ---------- | ---------- | ---------- | ------- |
| État d'Apure    | 15 500  | 21 100    | 23 000    | 39 200    | 84 600    | 117 600   | 188 200    | 305 100    | 377 756    | 459 025 |
| Total Venezuela | 945 600 | 2 075 200 | 2 325 000 | 2 413 500 | 3 951 400 | 7 524 000 | 14 516 700 | 19 540 000 | 22 621 500 |         |

## Administration et politique

### Subdivisions
L'État est divisé en 7 municipalités totalisant 26 paroisses civiles :
| Municipalité    | Localisation | Chef-lieu             | Nombre de paroisses civiles | Paroisses civiles | Population (2001.) | Population (2011) |
| --------------- | ------------ | --------------------- | --------------------------- | --- | ------------------ | ----------------- |
| Achaguas        |              | Achaguas              | 6                           | Apurito (Apurito) El Yagual (El Yagual) Guachara (Guachara) Mucuritas (El Samán de Apure) Queseras del Medio (Guasimal) Urbana Achaguas (Achaguas) | 49 781             | 58 516            |
| Biruaca         |              | Biruaca               | 1                           | Urbana Biruaca (Biruaca) | 43 118             | 54 323            |
| Muñoz           |              | Bruzual               | 5                           | Mantecal (Mantecal) Quintero (Quintero) Rincón Hondo (La Estacada) San Vicente (San Vicente) Urbana Bruzual (Bruzual)                              | 24 398             | 27 542            |
| Pedro Camejo    |              | San Juan de Payara    | 3                           | Codazzi (Puerto Páez) Cunaviche (San Miguel de Cunaviche) Urbana San Juan de Payara (San Juan de Payara)                                           | 23 334             | 28 966            |
| Páez            |              | Guasdualito           | 5                           | Aramendi (Palmarito) El Amparo (El Amparo) Guasdalito (Guasdualito) San Camilo (El Nula) Urdaneta (La Victoria)                                    | 88 598             | 100 125           |
| Rómulo Gallegos |              | Elorza                | 2                           | La Trinidad (La Trinidad de Orichuna) Urbana Elorza (Elorza)                                                                                       | 16 589             | 24 418            |
| San Fernando    |              | San Fernando de Apure | 4                           | El Recreo (El Recreo) Peñalver (Arichuna) San Rafael de Atamaica (San Rafael de Atamaica) Urbana San Fernando (San Fernando de Apure)              | 131 938            | 165 135           |
| Total           |              |                       | 26                          | | 377 756            | 459 025           |

### Organisation des pouvoirs
Le pouvoir exécutif est l'apanage du gouverneur. L'actuel gouverneur est Eduardo Piñate depuis le 22 novembre 2021.
| Photo | Scrutin | Période                               | Nom du gouverneur      | Parti politique | Résultat électoral | Notes |
| ----- | ------- | ------------------------------------- | ---------------------- | --------------- | ------------------ | --- |
|       | 1989    | 1989-1992                             | José Gregorio Montilla | AD              | 56,55 %            | Premier gouverneur élu                                                                                                   |
|       | 1992    | 1992-1995                             | Marcelo Oquendo Rojo   | AD              | 56,55 %            | Deuxième gouverneur élu                                                                                                  |
|       | 1995    | 1995-1998                             | José Gregorio Montilla | AD              | 60,77 %            | Troisième gouverneur élu                                                                                                 |
|       | 1998    | 1998-1999                             | José Gregorio Montilla | AD              | 54,25              | Réélu |
|       | -       | 1999                                  | Alonzo Hernández       | AD              | 34,25 %            | Gouverneur en charge pendant quatre mois jusqu'aux élections régionales du 24 juillet 1999.                              |
|       | 1999    | 1999-2000                             | Jesús Aguilarte Gámez  | MVR / MAS       | 51,51 %            | Quatrième gouverneur élu jusqu'aux élection générales de 2000, faisant suite à l'approbation de la Constitution de 1999. |
|       | 2000    | 2000-2004                             | Luis Lippa             | AD              | 48,37 %            | Cinquième gouverneur élu                                                                                                 |
|       | 2004    | 2004-2008                             | Jesús Aguilarte Gámez  | MVR             | 66,85 %            | Sixième gouverneur élu                                                                                                   |
|       | 2008    | 2008-2011                             | Jesús Aguilarte Gámez  | PSUV            | 56,58 %            | Réélection. Démissionne pour raisons de santé.                                                                           |
|       | -       | 2011-2012                             | Ramón Carrizalez       | PSUV            | -                  | interim |
|       | 2012    | 2012-2016                             | Ramón Carrizalez       | PSUV            | 63,30 %            | Septième gouverneur élu                                                                                                  |
|       | 2017    | 2017 - 21 novembre 2021               | Ramón Carrizalez       | PSUV            | -                  | Réélu |
|       | 2021    | Depuis le 22 novembre 2021 (en cours) | Eduardo Piñate         | PSUV            | 43,33 %            | Actuel gouverneur |

## Culture

### Symboles naturels
Dans l'État d'Apure, certains éléments typiques de la flore et de la faune locale ont été adoptés comme symboles naturels de l'État :
- la flor de bora ou Jacinthe d'eau (Eichhornia crassipes) ;
- le merecure (Licania pyrifolia) est l'arbre régional[4] ;
- la paraulata llanera ou Moqueur des savanes (Mimus gilvus) est l'oiseau régional.

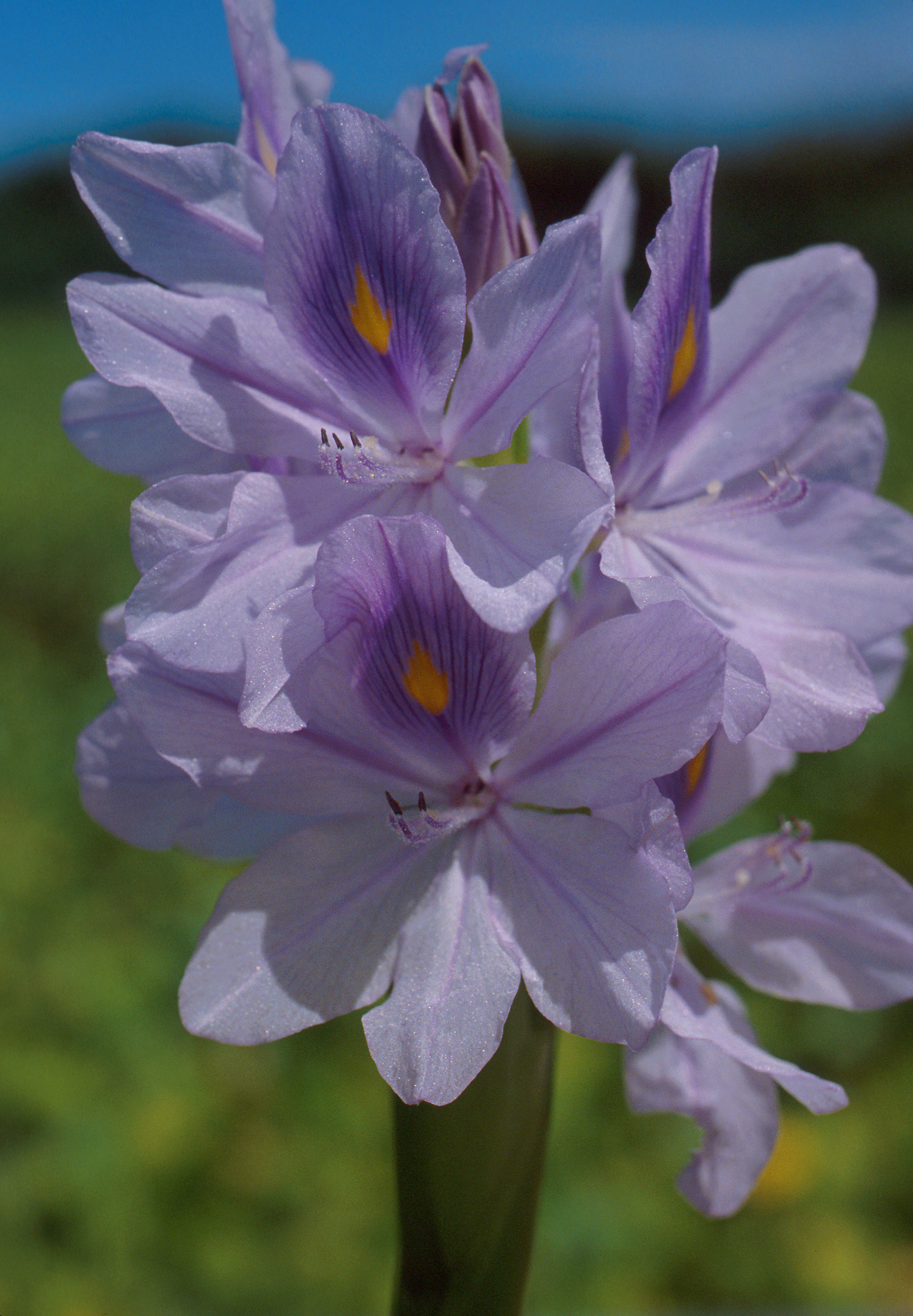
Jacinthe d'eau
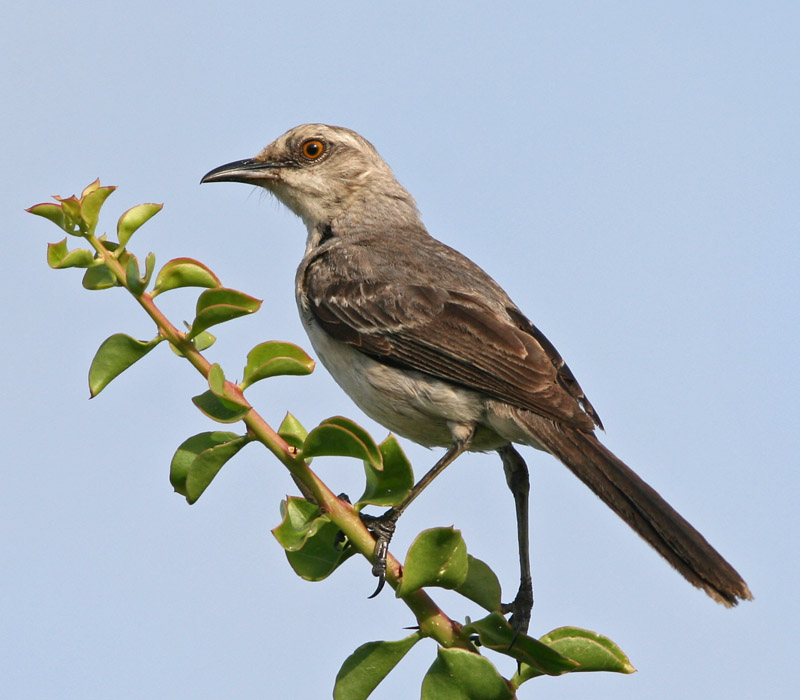
Moqueur des savanes

## Sources
- (es) Cet article est partiellement ou en totalité issu de l’article de Wikipédia en espagnol intitulé « Estado Apure » (voir la liste des auteurs).

- (es) Cet article est partiellement ou en totalité issu de l’article de Wikipédia en espagnol intitulé « Anexo:Gobernador de Apure » (voir la liste des auteurs).